# 田吉茲油田
田吉茲油田位於哈薩克斯坦西北、裏海東北岸的低窪濕地。目前由田吉茲雪弗龍公司(Tengizchevroil)運營，整個開發項目占地2500平方公里，包括田吉茲(Tengiz)與科羅廖夫(Korolev)油田。
油田被發現於1979年，1993年4月由雪弗龍(50%)、埃克森美孚(25%)、哈薩克斯坦國家石油天然氣公司(20%)與盧克石油(5%)共同組成田吉茲雪弗龍公司運營。截至2025年總共投資509億美元。

## 儲量與產量
油田的儲量約為250億桶石油，可開採量110億桶。2025年第一季度產量約為每日83萬桶，開採過程伴隨硫化氫等酸性氣體，因此需要額外的加工程序並生產硫化物副產品。